# Cattedrale di San Patrizio (New York)
La cattedrale metropolitana di San Patrizio (in inglese: Metropolitan Cathedral of St. Patrick) è il principale luogo di culto cattolico di New York, sede vescovile dell'omonima arcidiocesi.
La cattedrale, situata lungo la 5th Avenue nei pressi del Rockefeller Center, venne costruita tra il 1853 ed il 1878 in stile neogotico secondo i piani dell'architetto James Renwick Jr. 
Segue gli schemi delle cattedrali gotiche europee.

## Storia
Il terreno sul quale sorge la chiesa fu originariamente destinato alla costruzione di una scuola cattolica (1813). Dato che il progetto fallì tre anni dopo, nacque sul posto un orfanotrofio diretto da una comunità di Trappisti in esilio, i quali diressero l'istituto per alcuni anni. Più tardi, essi approfittarono della caduta di Napoleone per rientrare in Francia, sicché alla direzione dell'orfanotrofio subentrò la diocesi di New York.
Accadde in seguito un fatto che si sarebbe rivelato molto importante per la costruzione della cattedrale: nel 1850 la diocesi di New York venne trasformata in arcidiocesi dal papa Pio IX. L'arcivescovo John Joseph Hughes decise di erigere un nuovo luogo di culto cattolico al posto dove sorgeva l'orfanotrofio. La nuova chiesa doveva prendere le veci della vecchia cattedrale di San Patrizio, edificio minore situato a Little Italy.
Potrebbe stupire il fatto che questo tempio cattolico dovesse divenire una delle chiese più grandi degli Stati Uniti, quindi di un Paese prevalentemente protestante: la ragione di tutto ciò sta semplicemente nel fatto che a quei tempi gli irlandesi, cattolici, costituivano un quarto della popolazione di Manhattan.
I lavori iniziarono nel 1858 ma furono ben presto sospesi a causa della Guerra di Secessione. Dopo che l'esecuzione fu ripresa, la cattedrale fu finalmente consacrata nel 1879. Le due torri campanarie furono terminate nel 1888.
Pur non avendo davanti a sé una vera e propria piazza che la valorizzasse, durante i primi anni successivi al completamento, la cattedrale dominava il paesaggio urbano circostante; 
lo sviluppo urbanistico di Manhattan, comunque, non si sarebbe fatto attendere a lungo.

## Descrizione
La pianta, a forma di croce latina (tradizionale soluzione di basilica a tre navate con transetto), ha una lunghezza di 120 m ed una larghezza di 53 m.

### Esterno

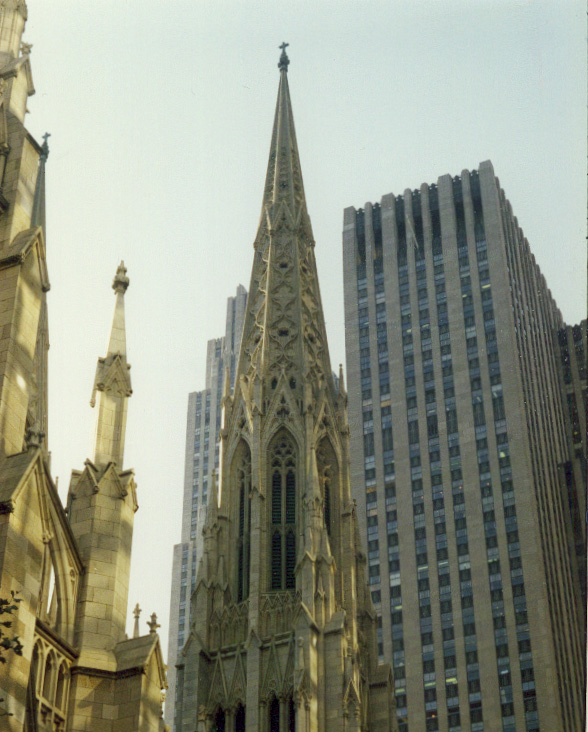
Scorcio della parte a nord

La cattedrale in stile neogotico è circondata su tutti e quattro i lati da grattacieli alti più del triplo e tutti vicinissimi alla costruzione. Nei pomeriggi di sole, la fiancata settentrionale della chiesa viene illuminata dalla luce riflessa dalle finestre dei grattacieli. La particolare situazione urbanistica nel cuore di Manhattan costituisce uno dei maggiori elementi di particolarità della chiesa, che per le forme architettoniche adottate sarebbe invece paragonabile ad innumerevoli altre chiese neogotiche in Europa. La chiesa si distingue comunque per il marmo bianco con cui è stata realizzata; quella di utilizzare questo materiale è una scelta anomala per i parametri artistici europei: infatti, il marmo bianco è molto presente nel gotico italiano, mentre non lo è nel gotico francese, stile a cui si rifà la cattedrale.
La facciata, sormontata da una cuspide triangolare, è stretta fra le due torri campanarie, che alla sommità della copertura raggiungono un'altezza di 99 metri. Al centro della facciata, in basso, si trova il portale bronzeo e, sopra di esso, trova luogo l'ampio rosone. Alla base dei due campanili vi sono altri due portali e, più in alto, due quadrifore. Le fiancate della cattedrale sono decorate da numerose guglie.

### Interno

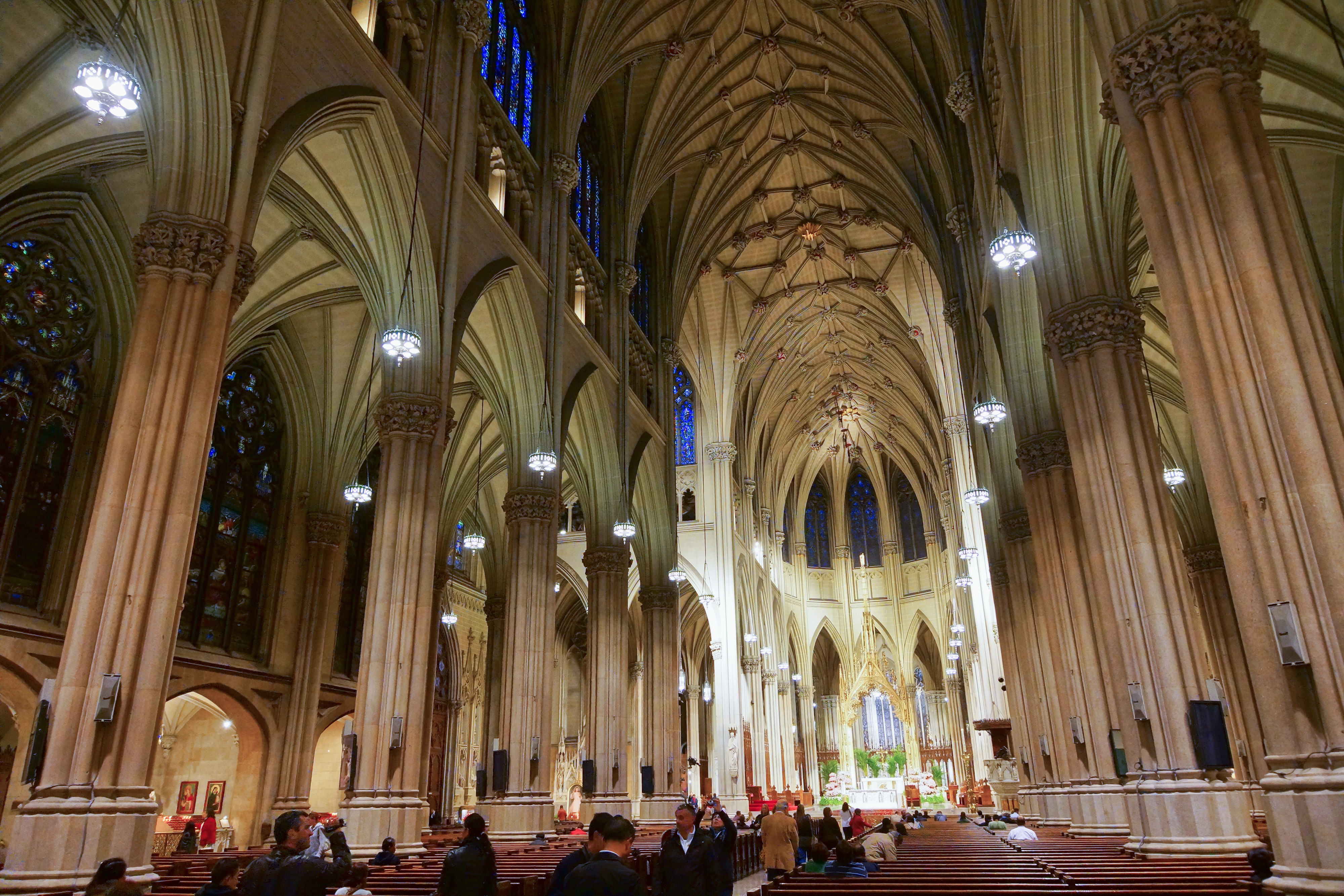
Interno

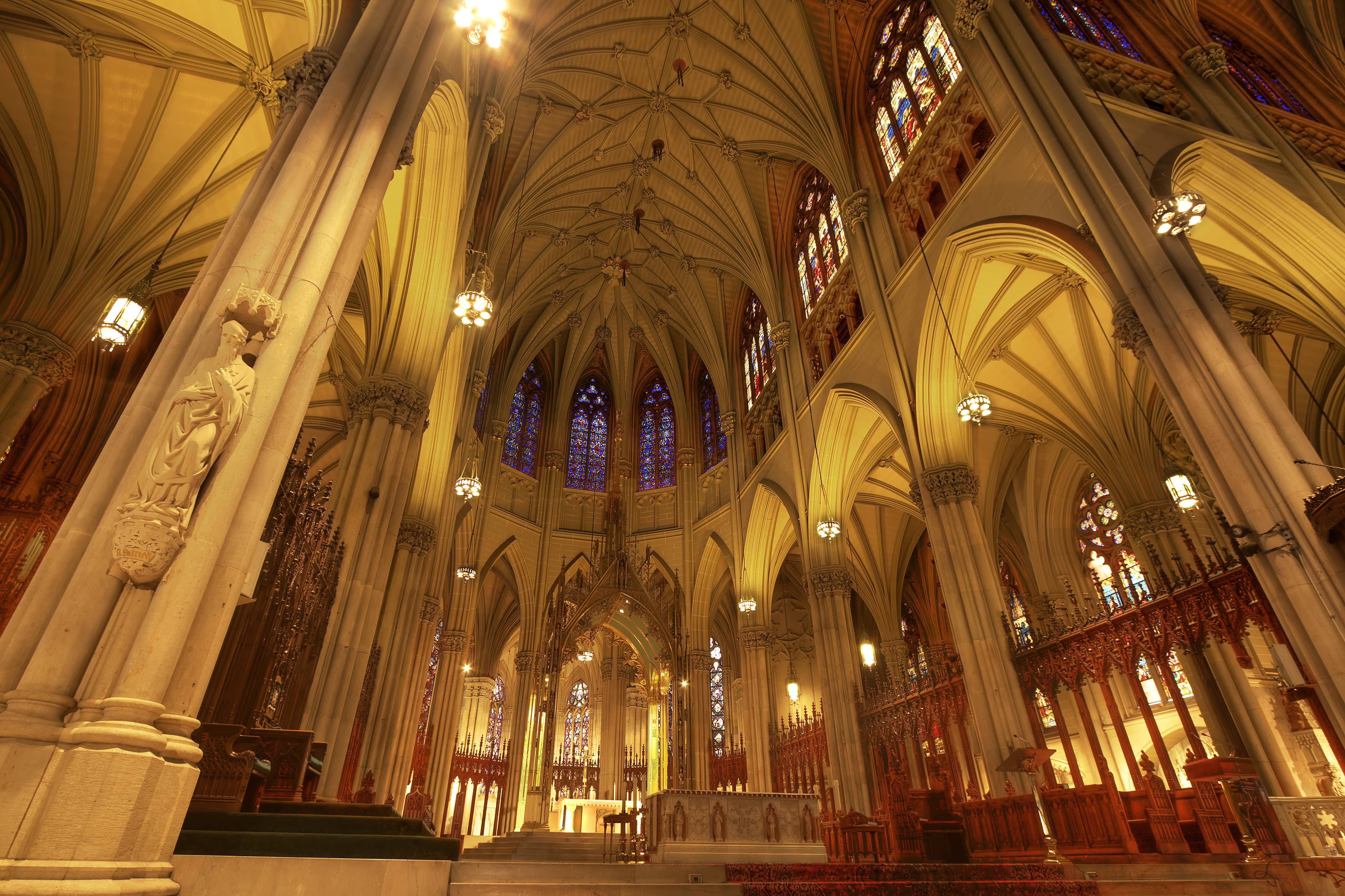
Il coro e l'abside

L'interno della cattedrale è a croce latina con tre navate e abside, per una lunghezza complessiva di 120 metri, una larghezza di 53 e un'altezza delle volte di 34 metri; può ospitare circa 2 200 persone.
La navata centrale, con triforio e cleristorio gotici, è separata dalle due navate laterali tramite arcate ogivali poggianti su pilastri polistili; la copertura è tramite volta a crociera. L'illuminazione naturale avviene attraverso le vetrate policrome, realizzate da vetrai di Birmingham, in Inghilterra, di Boston, negli Stati Uniti d'America e di Chartres, in Francia. Il grande rosone della facciata principale è opera del vetraio Charles Connick.
La vasta abside poligonale prosegue lo schema della navata centrale oltre il transetto ed è circondata da un deambulatorio. Al suo interno si trova il presbiterio, rialzato di alcuni gradini rispetto al resto della cattedrale. Al centro, l'altare post-conciliare, in marmo bianco; esso, sulla parte anteriore, presenta quattro statue di angeli entro altrettante piccole nicchie e, al centro, il monogramma bernardiniano.
In posizione arretrata, vi è l'altare maggiore tradizionale, sormontato da un elaborato ciborio dorato in stile gotico, realizzato durante gli interventi di restauro al presbiterio condotti tra il 1930 e il 1940 per volere dell'allora arcivescovo di New York Francis Joseph Spellman. Sul lato sinistro del presbiterio, si trova la cattedra episcopale, in legno intagliato.
Alle spalle dell'abside, lungo l'asse della navata centrale, si trova la Lady Chapel, dedicata alla Vergine Maria, consacrata nel 1906. Sull'altare, la statua dell'Immacolata Concezione.
Lungo le navate laterali e il deambulatorio si aprono varie cappelle. La cappella è dedicata ad Elizabeth Ann Bayley Seton, prima santa statunitense: qui è presente un dipinto nel quale è raffigurato il porto di Livorno, città nella quale Elizabeth Seton avviò il suo percorso di conversione al cattolicesimo. Inoltre, nei pressi del presbiterio si trova un busto raffigurante Giovanni Paolo II, realizzato in occasione della visita del pontefice alla cattedrale, avvenuta nel 1978.

### Organo a canne
Sull'ampia cantoria lignea situata a ridosso della controfacciata, si trova il grande organo a canne George Kilgen & Son opus 5918, costruito nel 1930 in sostituzione del precedente strumento George Jardine & Son a trasmissione meccanica con 51 registri. Lo strumento attuale, restaurato e ampliato nel 1993, è accolto all'interno di una cassa lignea neogotica riccamente scolpita, risalente al XIX secolo.
A trasmissione elettrica, lo strumento ha due consolle, una in cantoria e una nei pressi dell'organo del coro, entrambi a cinque tastiere di 61 note ciascuna ed una pedaliera concavo-radiale di 32 note, per un totale di 144 registri.
Dalle console dell'organo si comanda anche il corpo corale, nato come strumento indipendente, George Kilgen & Son opus 3920, costruito nel 1928 e restaurato nel 1993. A trasmissione elettrica, ha tre tastiere di 61 note ciascuna ed una pedaliera concavo-radiale di 32 note per un totale di 46 registri.